# Дархан-Уул
Да́рхан-Уул (Дарханський аймак; монг. Дархан-Уул аймаг) — аймак у Монголії. Центр — місто Дархан.

## Інфраструктура
Місто Дархан пов'язано залізницею через Улан-Батор з Росією та Китаєм. Нова автомобільна дорога з'єднує центр аймаку із столицею Монголії Улан-Батором та одним з найбільших міст країни Ерденетом. Дорога до російського кордону вважається однією з найкращих в країні.

## Водойми
Річка Хараа-Гол — притока Орхона.

## Клімат
Дархан має континентальний клімат із середніми температурами у літній період 25-30 градусів Цельсія та зимою мінус 10-30 градусів. Дархан має понад 260 сонячних днів протягом року.

## Флора і фауна
На території аймаку водяться соболі, олені, лосі, бобри які зареєстровані в Червоній книзі та внесені у список вимираючих видів у Монголії
.

## Адміністративно-територіальний поділ
| №п/п | сомон    | 'Територія км кв | Населення | Центр    |
| 1    | Дархан   | 103              | 74454     | Дархан   |
| 2    | Хонхор   | 2533             | 5603      | Хонхор   |
| 3    | Орхон    | 478              | 3185      | Орхон    |
| 4    | Шарингол | 160,6            | 8116      | Шарингол |

## Промисловість
Основним промисловим центру аймаку є місто Дархан. Є завод з виробництва сталі. Також у місті заплановано будівництво нафтопереробного заводу. В аймаку є родовища залізної руди.

## Сільське господарство
Аймак Дархан Уул – головний сільськогосподарський виробник Монголії, який має великі можливості для розвитку галузі. Зокрема регіон має  тепліший клімат, ніж Монголія загалом. У басейні річки Хараа є сприятливі природні та кліматичні умови для вирощування зернових культур та овочів, особливо картоплі. Сільськогосподарські райони займають 71,1% території аймаку, 22,4% -- ліси. Більшість мешканців займаються тваринництвом, поголів’я домашньої худоби складає 194 500 голів.

## Пам’ятки
- Монастир Харагін. Центр паломництва
- Музей Дархану містить збірку археологічних знахідок, традиційного монгольського одягу, експонатів релігійної скерованості та декілька чучел тварин.
- Буддійський комплекс в «новому» Дархані куди приїжджають молодята після укладання шлюбу
- Статуя металурга на виїзді з Дархана
- Дарханський базар розташований поруч з трасою, яка веде від кордону до Улан-Батора